# Hindoeïstische tempel

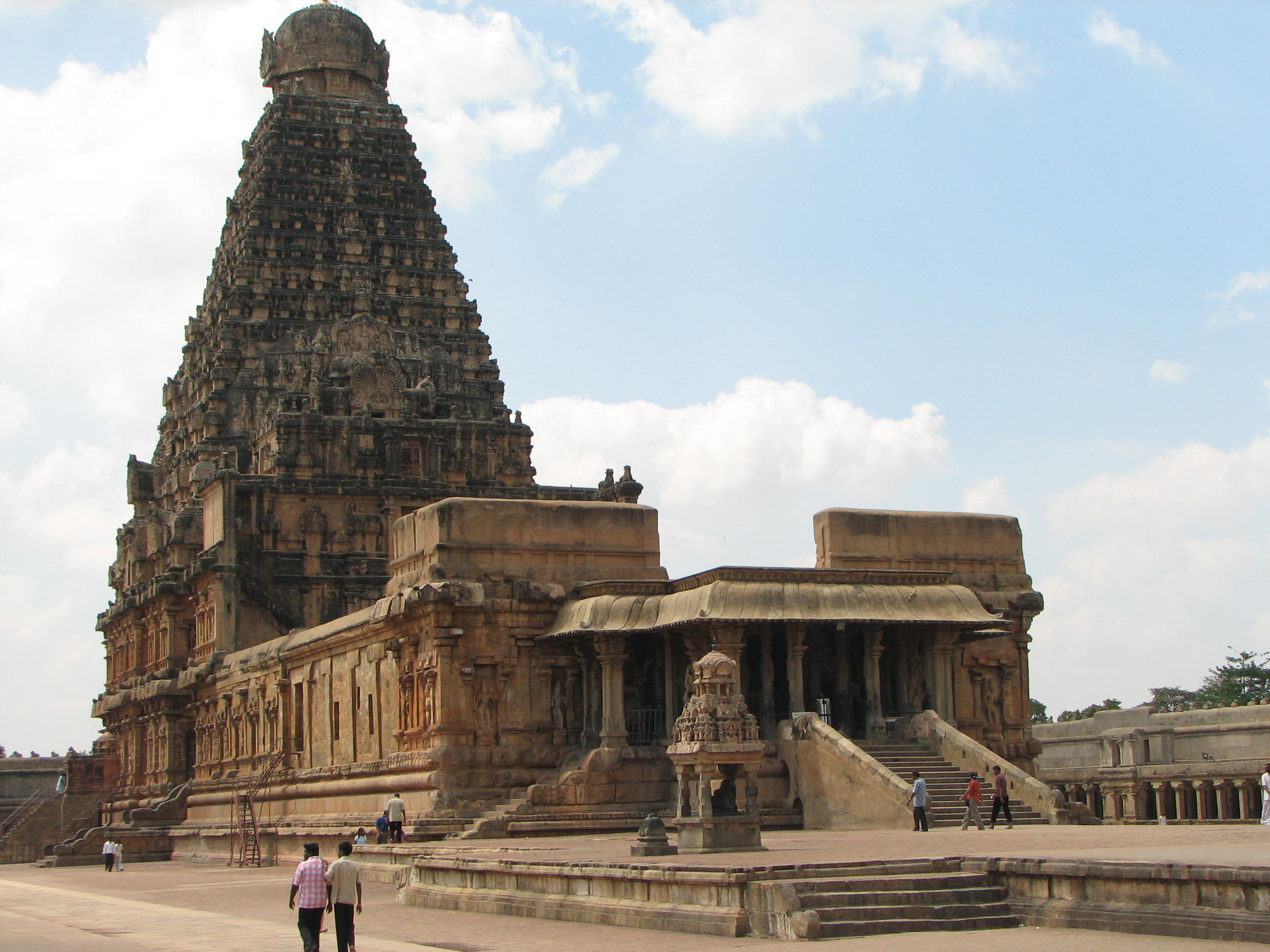
De Brihadisvaratempel in Thanjavur, Tamil Nadu, India. De mandapa (toegangshal) is vooraan te zien. Boven het garbha griha verrijst de centrale toren.

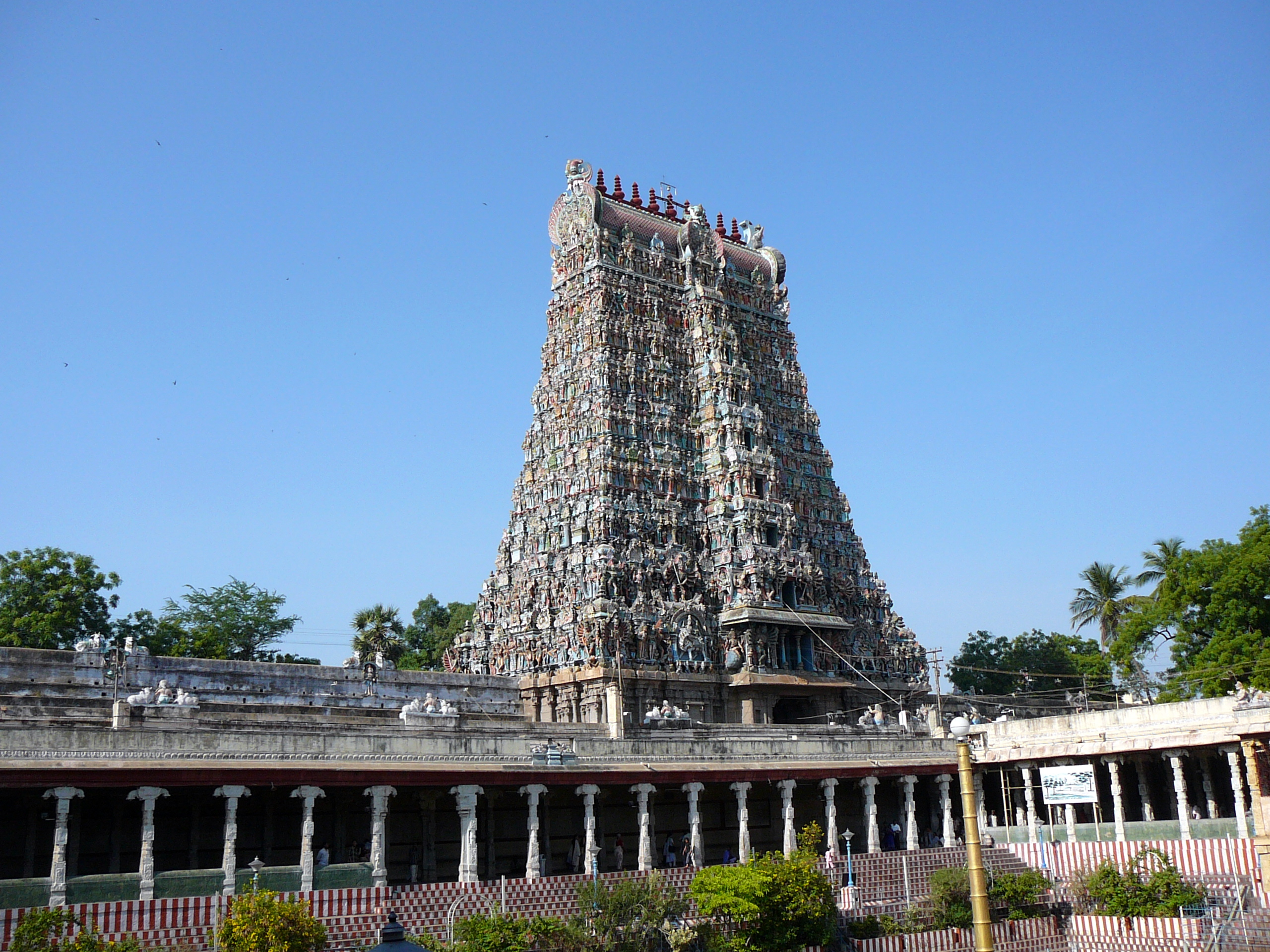
Een van de gopurams (torens) van de Minakshitempel in Madurai, India. In de Dravidische bouwstijl van het zuiden van India bestaan tempels uit een groot complex met binnenplaatsen, waarbij deze torens boven de ommuring verrijzen.

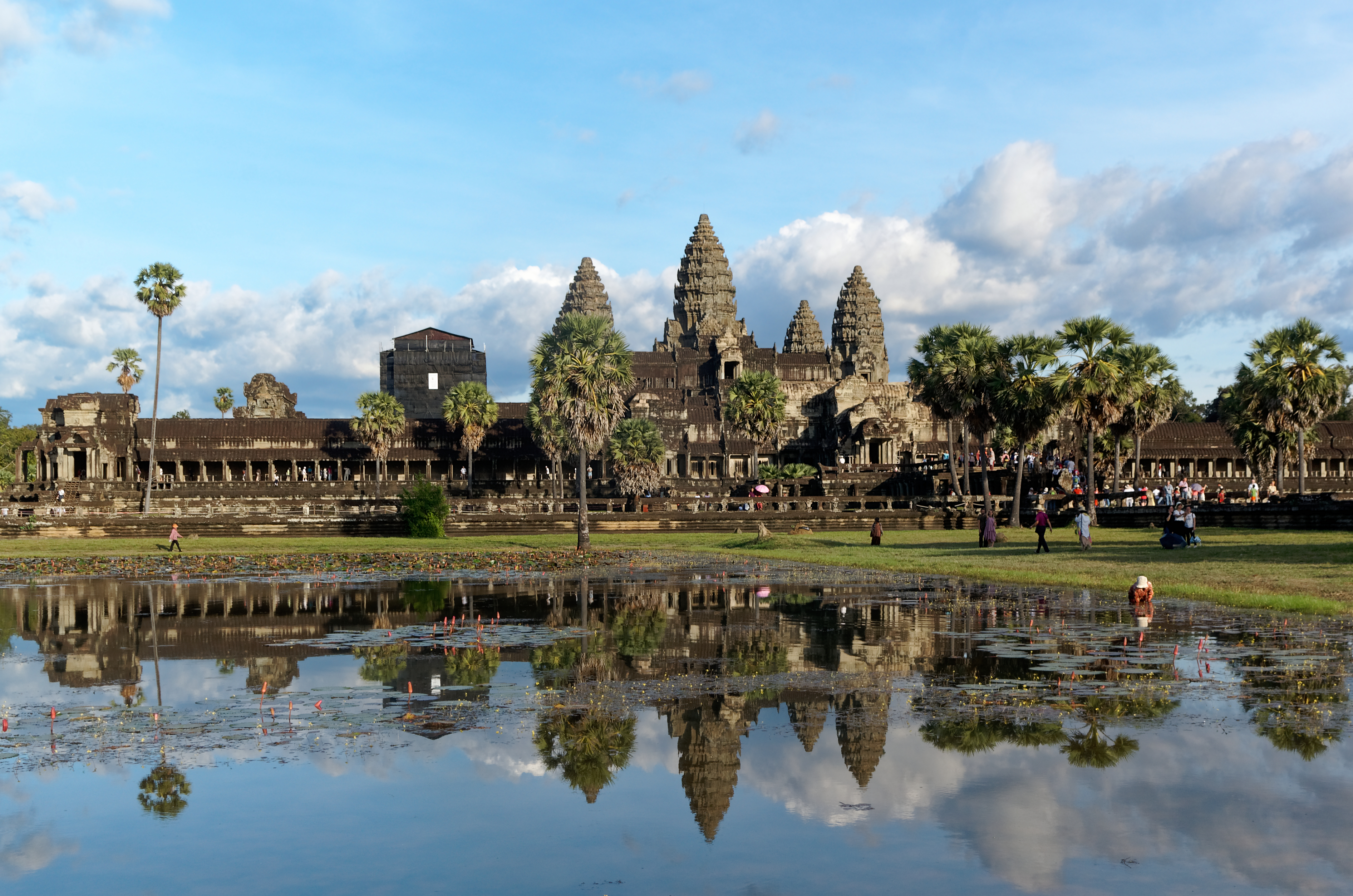
De Angkor Wat in Cambodja is een voorbeeld van een tempelberg, de in het Middeleeuwse Indochina gebruikelijke bouwstijl.

Een hindoeïstische tempel of mandir (Sanskriet: mandir, devanagari: मंदिर) is een gebedsplaats binnen het hindoeïsme. De tempel is gereserveerd voor het faciliteren van religieuze bijeenkomsten en het uitvoeren van spirituele activiteiten.
Een hindoeïstische tempel kan een afzonderlijk bouwwerk of een deel van een gebouw zijn. Een kenmerk die in de meeste tempels terug te zien is, is de aanwezigheid van murti's van de hindoeïstische god waar de tempel aan is gewijd. Meestal is dat er één in het bijzonder, maar er zijn er ook die aan meer godheden zijn gewijd. Wel is er altijd een god die de hoofdrol speelt.
"Tirtha" of bedevaart speelt sinds de Mahabharata een belangrijke rol, maar het duurde geruime tijd voordat dit zijn weg vond in de dharmashastra. Tempels met murti's (beelden van godheden) ontstonden pas relatief laat in het brahmanisme, vanaf het begin van de christelijke jaartelling, en brahmanen die hun diensten aanbieden in tempels staan dan ook in laag aanzien. De pancharatrins werden mede daardoor zelfs niet als brahmanen beschouwd. Waarschijnlijk hebben tempels en moerti's dan ook een niet-brahmaanse oorsprong.

## Indeling
De voorschriften voor de indeling van een hindoeïstische tempel staan in de Vaastu Shastra. De ruimtelijke ordening van traditionele Hindoeïstische tempels reflecteert de Hindoeïstische interpretatie van het universum.
De allerheiligste ruimte is het "garbha griha", hier staat een beeld van de betreffende God. Het is te vergelijken met de cella uit de Griekse en Romeinse tempelbouw. In tempels die aan Shiva gewijd zijn, staan hier gewoonlijk een of meerdere lingams. Boven de garbha griha staat een toren. Voor de garbha griha ligt een toegangshal, de mandapa. Dit is meestal de grootste ruimte van de tempel. 
Voor de tempel is vaak een monumentale toegangspoort geplaatst. Veel tempelcomplexen zijn ommuurd. Soms is voor de vahana (het rijdier) van de godheid een aparte tempel ingericht.

## Bouwstijlen
De Indiase tempelbouw is op te delen in twee groepen en herkenbaar aan de vorm van de torens:
- De nagara-stijl die in het noorden van India gebruikelijk is, is herkenbaar doordat de torens granaatvormig zijn. Boven op de toren is meestal een geribbelde tulband te zien. De hoogste toren bevindt zich boven het heiligste gedeelte, het garbha griha.
- Dravidische stijl werd in het zuiden toegepast. In tegenstelling tot de Nagarastijl beslaan tempels in de Dravidische stijl vaak een groot oppervlak. De centrale tempel is omringd door een binnenplaats, waaromheen een buitenmuur gebouwd is. Boven een of meerdere toegangspoorten in de tempelmuur worden zogenaamde gopurams gebouwd, torens die het hoogste punt van het tempelcomplex zijn. Grote tempelcomplexen hebben vaak meerdere gopurams. Een gopuram wordt stapsgewijs smaller naar boven toe. De torens zijn uitbundig versierd met sculpturen, die taferelen uit de hindoeïstische mythologie uitbeelden. Het bovenste dak is zadelvormig en heet de "stupis". Oorspronkelijk waren de gopurams slechts poorten, maar vanaf de 12e eeuw werden de torens steeds hoger en rijker versierd. De Sri Ranganathaswamy-tempel in Srirangam heeft de grootste gopuram ter wereld.

In Zuidoost-Azië zijn ook oude hindoeïstische tempels te vinden. De bouwstijl die in deze gebieden werd gehanteerd is soms afgeleid van de Indiase stijlen.

## Tempels buiten India
Ook in Europa zijn hindoeïstische tempels te vinden, zoals de Neasdentempel in Londen en de Sri-Kamadchi-Ampal-tempel in het Duitse Hamm. In 2011 werd het plan bekend in Den Haag het grootste hindoeïstische tempelcomplex van het Europese vasteland te bouwen. Deze is op 14 september 2019 geopend.